# 劇団マカリスター
劇団マカリスターは、2015年に旗揚げされた日本の劇団。作・演出を手がける井上テテを中心に、7人の団員で発足。

## 劇団員
- 井上テテ（いのうえてて）：主宰・脚本家・演出家・俳優
- 宮澤翔（みやさわしょう）：俳優
- 西田美歩（にしだみほ）：俳優
- 川島広輝（かわしまひろき）：俳優
- 向井康起（むかいやすき）：俳優
- コッセこういち（こっせこういち）：俳優
- 榎本なつみ（えのもとなつみ）：俳優

## 上演作品
- 2015年：『いいひとバスターズ』（9月19日～9月23日）下北沢シアター711